# Bay View (Washington)
Bay View és una concentració de població designada pel cens dels Estats Units a l'estat de Washington. Segons el cens del 2000 tenia 334 habitants.

## Demografia
Segons el cens del 2000, Bay View tenia 334 habitants, 161 habitatges, i 95 famílies. La densitat de població era de 78,2 habitants per km².
Dels 161 habitatges en un 18,6% hi vivien nens de menys de 18 anys, en un 54,7% hi vivien parelles casades, en un 3,1% dones solteres, i en un 40,4% no eren unitats familiars. En el 34,2% dels habitatges hi vivien persones soles l'11,8% de les quals corresponia a persones de 65 anys o més que vivien soles. El nombre mitjà de persones vivint en cada habitatge era de 2,07 i el nombre mitjà de persones que vivien en cada família era de 2,65.
Per edats la població es repartia de la següent manera: un 17,4% tenia menys de 18 anys, un 4,2% entre 18 i 24, un 19,8% entre 25 i 44, un 36,8% de 45 a 60 i un 21,9% 65 anys o més.
L'edat mediana era de 48 anys. Per cada 100 dones de 18 o més anys hi havia 80,4 homes.
La renda mediana per habitatge era de 27.250 $ i la renda mediana per família de 28.214 $. Els homes tenien una renda mediana de 31.917 $ mentre que les dones 0 $. La renda per capita de la població era de 14.782 $. Cap de les famílies i el 5,2% de la població estaven per davall del llindar de pobresa.

## Poblacions més properes
El següent diagrama mostra les poblacions més properes.